# ديفيد أوين درايدن
ديفيد أوين درايدن (بالإنجليزية: David Owen Dryden) هو مهندس معماري أمريكي، ولد في 1 يوليو 1877، وتوفي في 4 يونيو 1946.